# Hadschar-Gebirge
Das Hadschar-Gebirge (arabisch جبال الحجر Dschibal al-Hadschar, DMG Ǧibāl al-Ḥaǧar ‚Stein-Berge‘) ist die Hochgebirgskette, die sich vom Norden zum Osten des Omans entlang zieht. Im Norden reichen ihre Ausläufer bis in die Vereinigten Arabischen Emirate. Es ist auch unter dem Namen Omangebirge bekannt. Neben dem Dhofar-Gebirge im Süden ist es die einzige Gebirgsregion des Omans.

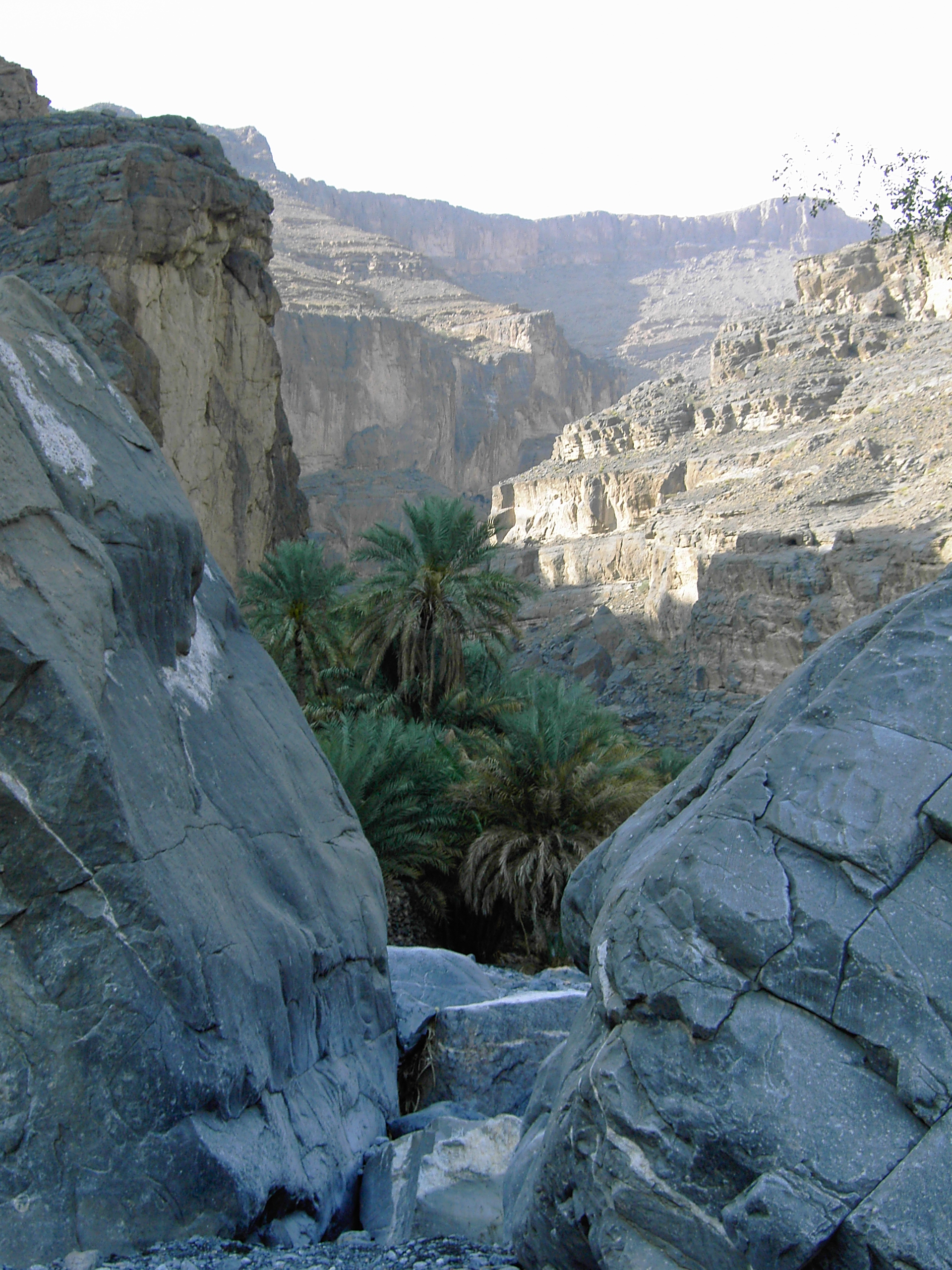
Das Wadi Ghul im Hadschar gilt als der Grand Canyon des Omans. Die Felswände fallen teils bis zu 1000 m steil zum Talboden hin ab.

## Lage
Das Hadschar-Gebirge erstreckt sich ca. 450 Kilometer vom Grenzgebiet des Oman zu den Vereinigten Arabischen Emiraten bis zu seiner östlichsten Landzunge, dem Ra’s al-Hadd, in Richtung des Indischen Ozeans. Das Hadschar-Gebirge rahmt die Küsten am Golf von Oman halbmondförmig ein und trennt die fruchtbare Küstenebene Batina vom kargen Hinterland.
Das Wadi Samail teilt den Hadschar in einen östlichen und einen westlichen Gebirgszug. Das Wadi ist die wichtigste Verbindung zwischen der Küste und dem Hinterland, da das schroffe Gebirge nur an wenigen Stellen passierbar ist. Daher laufen die Hauptverkehrsroute (Autobahn), die Strom- und Telefonleitungen sowie Pipelines durch das Wadi Samail. Der westliche Teil des Gebirges wird auch al-Dschabal al-Achdar genannt und ist der bedeutendere der beiden. Hier befinden sich die zwei höchsten Erhebungen des Hadschar-Gebirges: der Dschabal Schams (deutsch: „Berg der Sonne“), und der Dschabal Kawr. Die Höhe des Dschabal Schams wird meist mit 3018 Meter angegeben. Ein weiterer markanter Berg des westlichen Gebirgszuges ist der Dschabal Mischt, der mit seiner nahezu 1000 Meter hohen Südostwand eine Herausforderung für Bergsteiger darstellt. Der östliche Teil des Gebirges, Hadschar asch-Scharqi, verläuft mit nachlassender Höhe (1500 bis 500 Meter) zur östlichen Küste.
In den nördlichen Ausläufern des Hadschar-Gebirges liegt mit dem Dschabal Yibir der höchste Berg der Vereinigten Arabischen Emirate.

## Geologie
Aus geologischer Sicht ist das Hadschar-Gebirge die Fortsetzung des Zāgros-Gebirges und wurde vor allem im Miozän und Pliozän gebildet, als die arabische Platte sich gegen die iranische Platte schob. Diese Berge bestehen hauptsächlich aus Kreide, Kalkstein und Ophiolith.

### Wadis

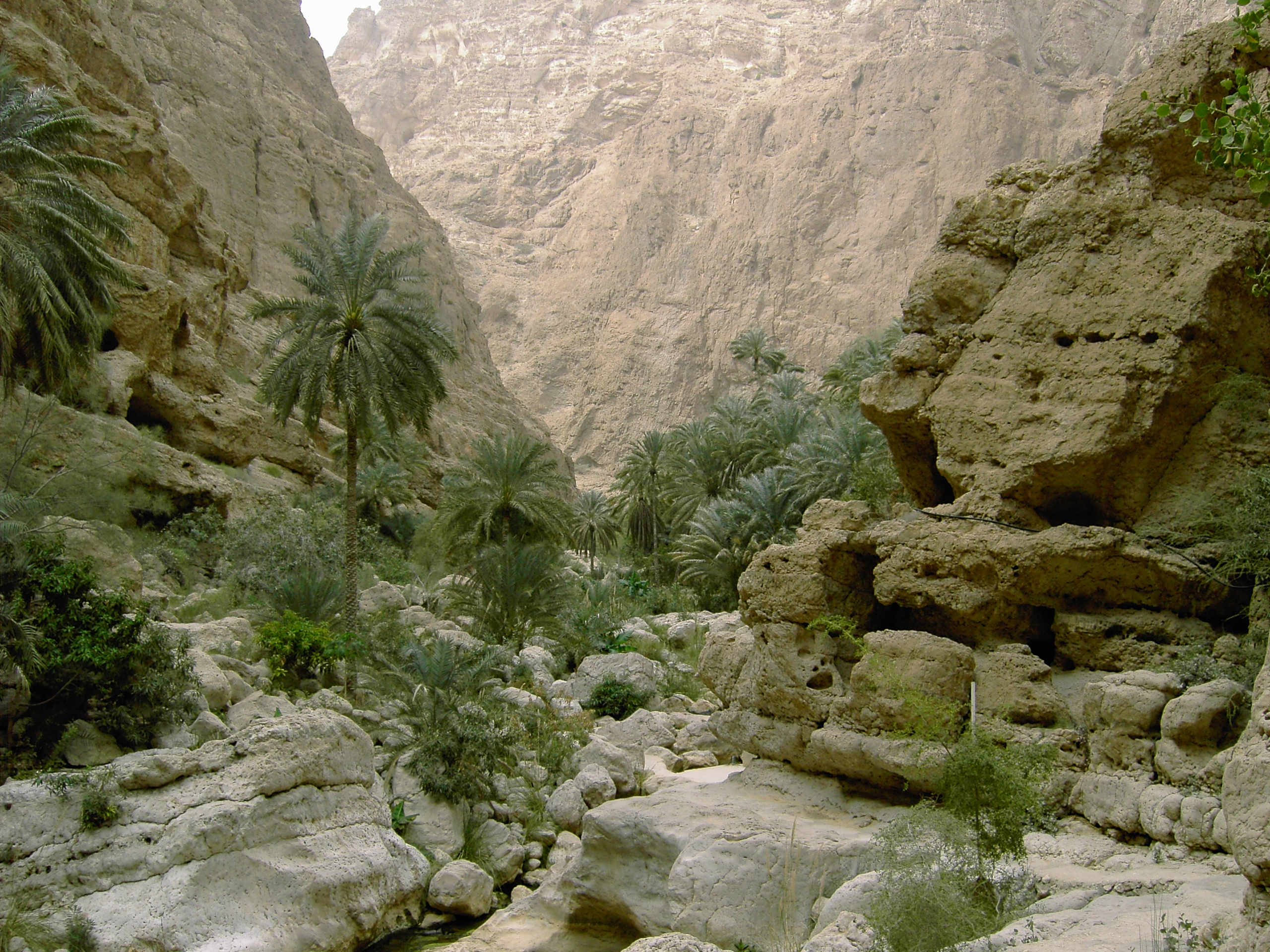
Das Wadi asch-Schab im östlichen Hadschar schneidet sich von der Küste des Golfs von Oman weit ins Gebirge hinein.

Die Flanken des Gebirges sind ziemlich steil und schroff, da es an vielen Stellen kaum Vorgebirge gibt. An manchen Orten führen Felstäler und Canyons tief ins Hadschar-Gebirge hinein, so z. B. das Wadi Tiwi und das Wadi asch-Schab von der nordöstlichen Küste her, oder das Wadi Bani Khalid vom Süden. In diesen Wadis gibt es Flüsse, die zumindest im Winter teilweise Wasser führen. Im Wadi asch-Schab und Wadi Bani Khalid ergießen sich diese Gebirgsbäche in Süßwasserteiche. Im Wadi asch-Schab sind sie etwa nach einer Dreiviertelstunde Fußmarsch erreicht, im Wadi Bani Khalid etwas eher. Andere Wadis führen nur nach Regenfällen Wasser. Sie erstrecken sich vor allem ins Landesinnere hinein.

## Klima
Oman hat ein immer-heißes subtropisches Klima, das an den Küsten schwül-feucht, im Landesinneren sehr trocken ist. Die Winter sind kurz und warm, der Rest des Jahres ist heiß. Das Hadschar-Gebirge stellt in dieser Hinsicht eine Ausnahme dar: seine höher gelegenen Zonen weisen Gebirgsklima auf. Hier können die Winter im Gegensatz zu den anderen Landesteilen Omans recht kalt ausfallen, die Sommer sind mäßig warm und es gibt ergiebigeren Niederschlag als gewöhnlich. In den Nächten kann es zu allen Jahreszeiten empfindlich kühl werden. Frost ist selten und kommt meist nur in Höhen über 2000 m vor.

## Flora und Fauna
Das Hadschar-Gebirge weist kaum Vegetation auf, was die Felsformationen deutlich zu Tage treten lässt. An etlichen Stellen kann man die Auffaltungsschichten genau studieren. Diese Gegend gilt als Paradies unter Geologen, umso mehr, als sie eine der wenigen Stellen auf der Welt ist, wo das Aufeinandertreffen von Erdmantel und Erdkruste an der Erdoberfläche sichtbar ist. Das Hadschar-Gebirge entstand während der alpidischen Gebirgsbildung (alpidische Orogenese) und zählt somit zu den jüngeren Gebirgen der Welt. Die Farben des Gesteins reichen, je nach Material, von aschgrau oder ocker bis hin zu dunkelbraun, rot und schwarz.
Die Wadis sind zum Teil üppig von Palmen gesäumt. Auch Sträucher und Schilfgras wachsen hier. Ansonsten findet man über weite Strecken nur Fels, Steine, Geröll und Staub, zwischen denen sich nur hier und da ein Büschel Gras oder eine Akazie behaupten kann. In den Oasen, Wadis und Becken, die teils ins Gebirge hineinreichen, gedeihen Gemüse, Datteln und Zitrusfrüchte, auch wegen des Bewässerungssystems der Faladsch (Plural Afladsch). Hier findet man auch größere Ansiedlungen wie Rustaq, Awabi und Nakhl zur Küste hin oder Ibri, Kubara, Bahla, Nizwa oder Izki an der zur Wüste hin abfallenden Südwestflanke des Hadschar. In höheren Lagen spielt die Rosenzucht eine entscheidende Rolle, die bei den duftverliebten Omanern einen hohen Stellenwert einnimmt und in Bergdörfern wie Misfah praktiziert wird.
Während seine Ausläufer vielen Menschen als Lebensraum dienen und landwirtschaftlich intensiv genutzt werden, ist das Hadschar-Gebirge selbst (abgesehen von entlegenen, kleinen Bergdörfern) nur spärlich besiedelt. Hier befinden sich die letzten Rückzugsgebiete des gefährdeten Arabischen Tahrs, und auch der Arabische Leopard wird hier vereinzelt gesichtet.

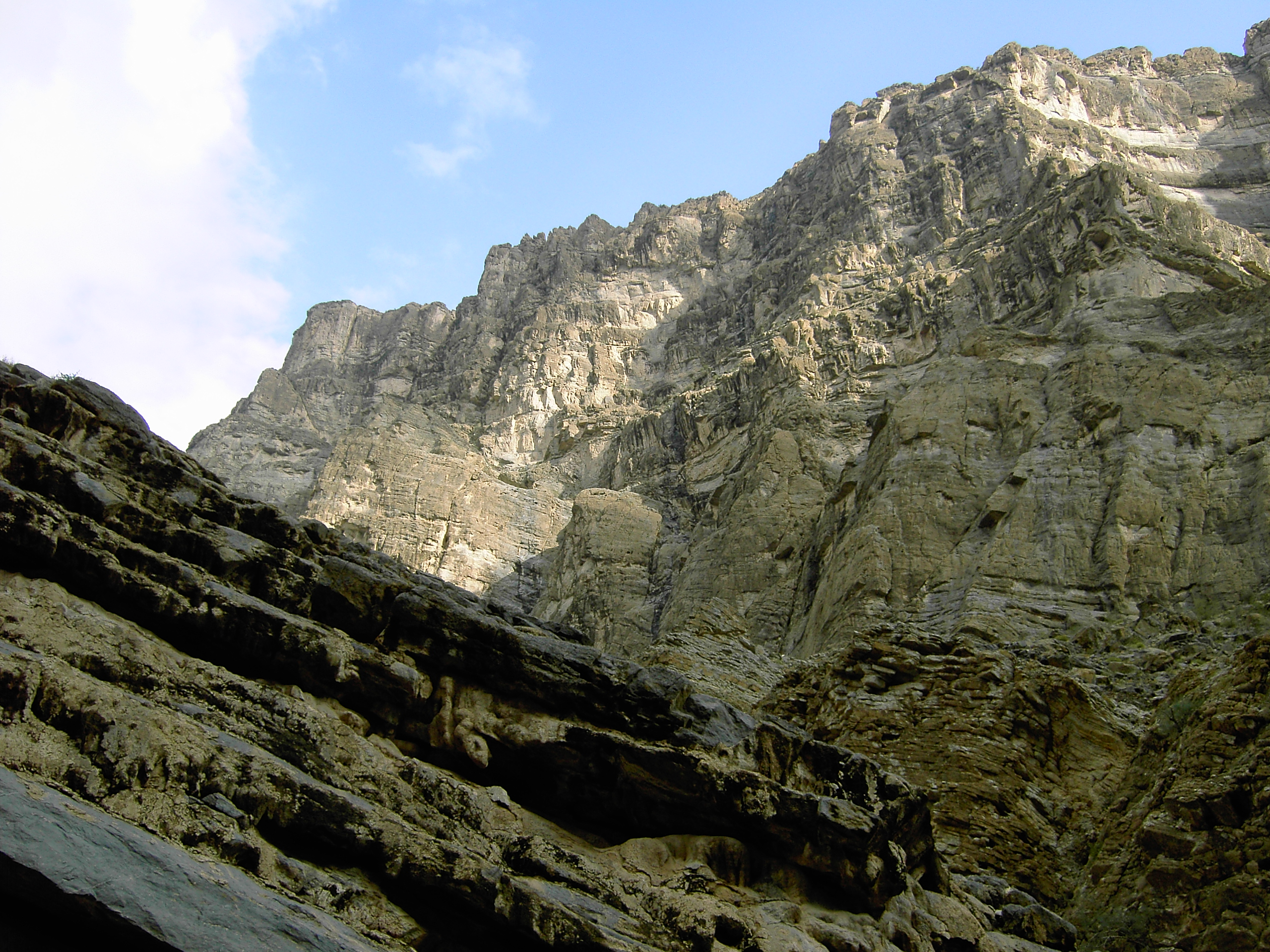
Felsenregion im Bereich des Dschabal Schams, vom Wadi Ghul aus gesehen
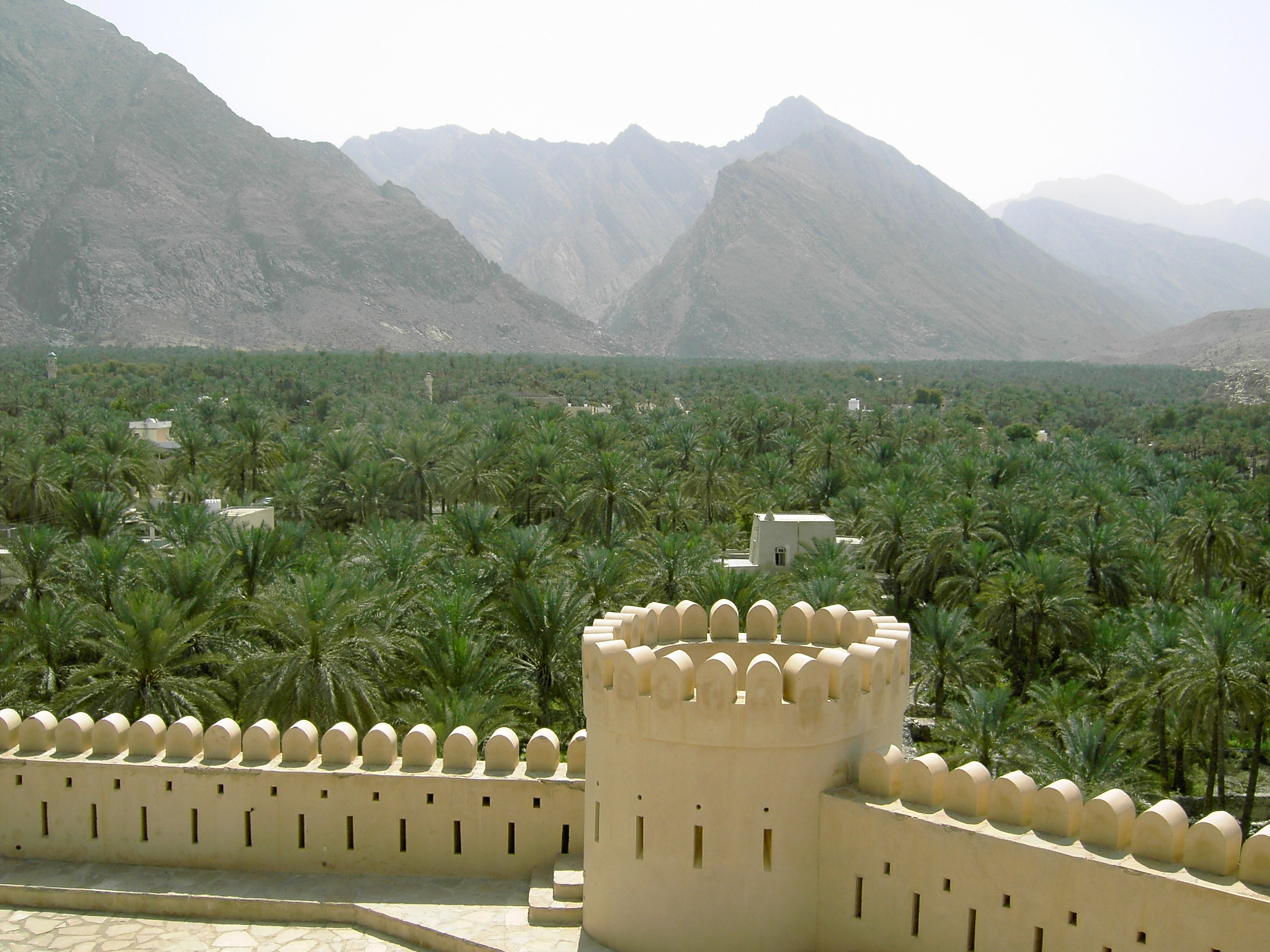
Das Fort von Nakhl in einer Dattelpalmoase, die bis an die Flanken des Hadschar heranreicht
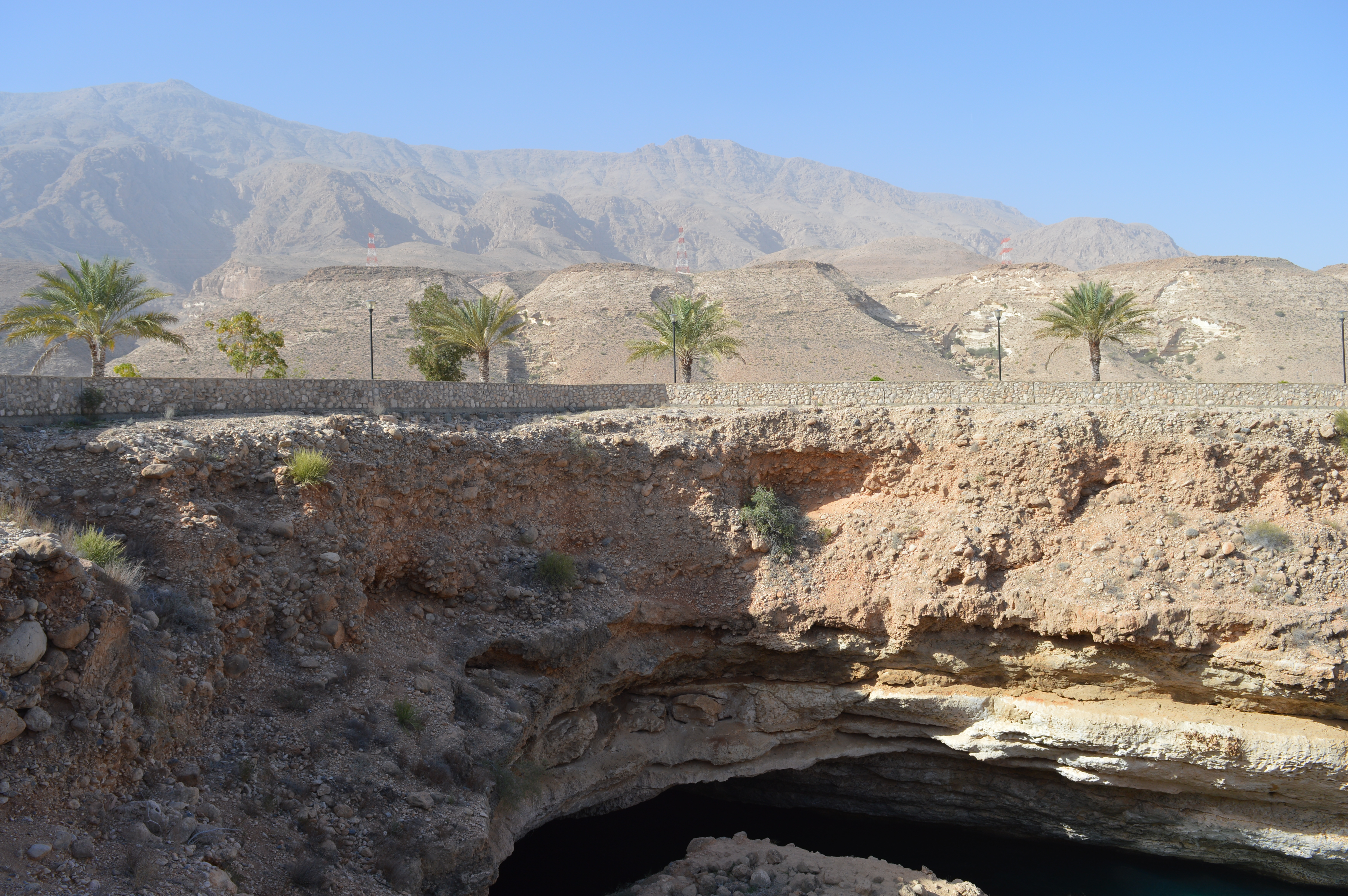
Die Doline Hawiyyat Nadschm am Fuße des Hadschar-Gebirges